# Festival Augenblick

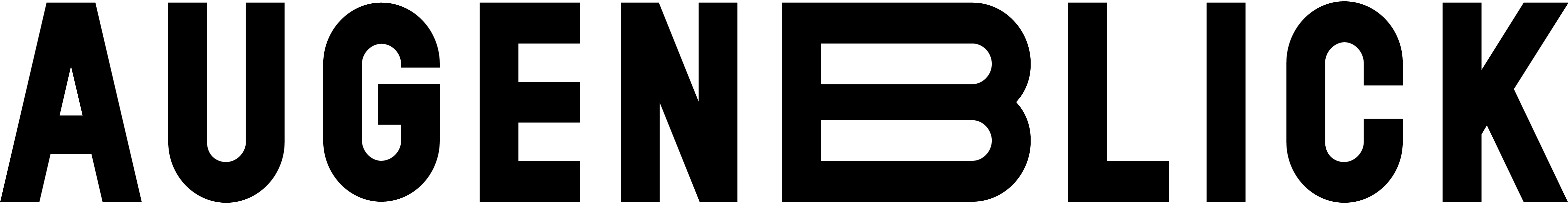
Le logo du festival

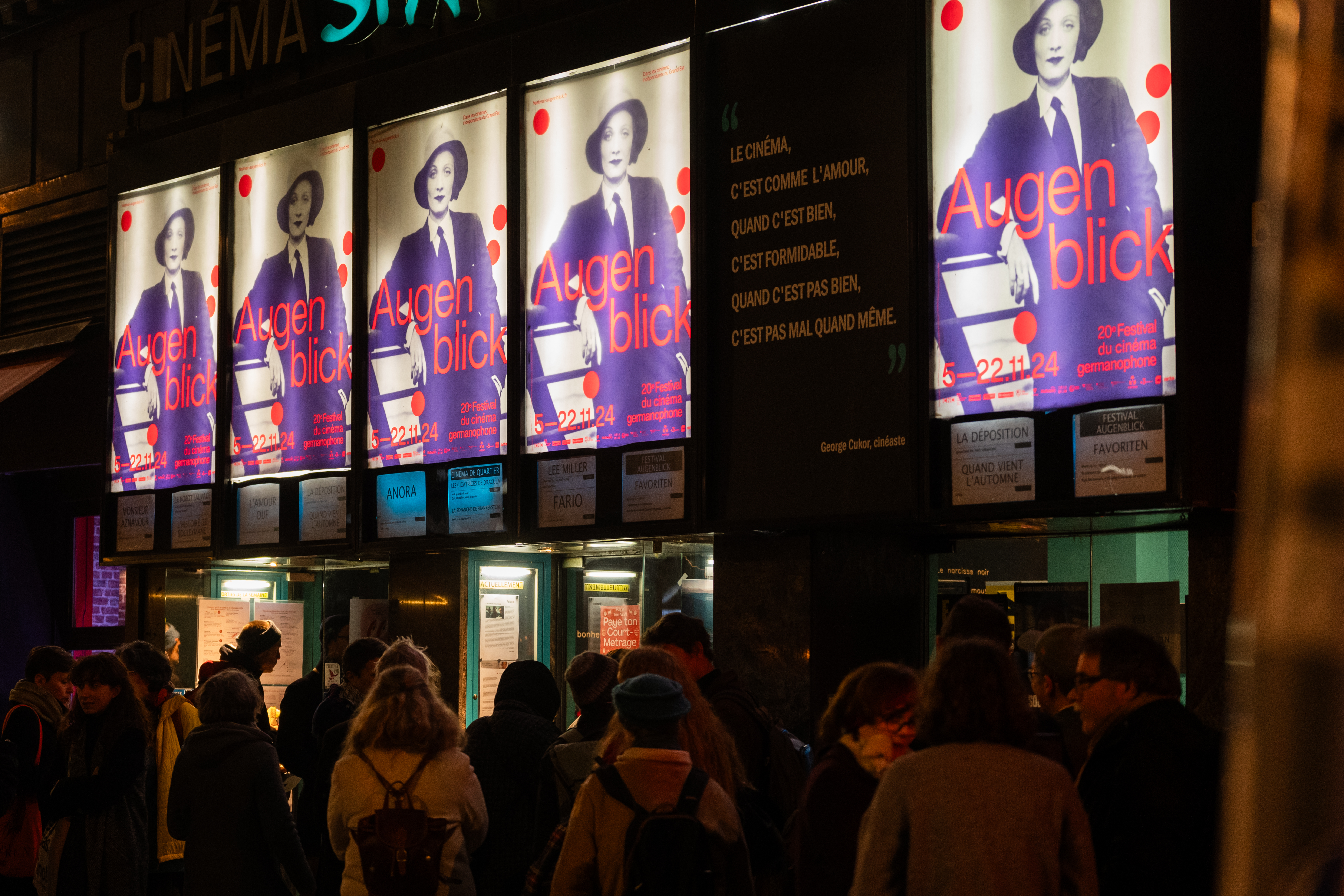
Festival Augenblick Ouverture 2024

Le Festival Augenblick est un festival de cinéma français basé à Strasbourg, qui se  déroule chaque année depuis 2005 dans la région Grand Est et présente des films en langue allemande.

## Profil
Le  Festival Augenblick se déroule chaque année en novembre dans la région Grand Est et se concentre sur le cinéma germanophone. Créé en 2005 et mis en place par l'association Le RECIT, il a pour objectif de faire découvrir des films européens, principalement allemands, autrichiens et suisses, à un large public de France, en montrant des films récents, des classiques, et aussi bien des œuvres de cinéastes confirmés que les films de jeunes talents en devenir,.
L'un des objectifs du festival est de promouvoir les échanges culturels entre les pays européens et la France. Il accueille chaque année plus de 70.000 spectateurs et se déroule dans plus de 45 salles de cinéma et lieux de projection indépendants en Alsace et en Lorraine,.
Outre les projections de films, le festival propose différentes manifestations annexes, dont des débats, des ateliers, des masterclass et des programmes d'éducation à l’image. L'accent est mis en particulier sur la mise en réseau de l'industrie cinématographique européenne et sur la promotion des jeunes cinéastes francophones et germanophones: de jeunes producteurs et diplômés d'écoles de cinéma viennent ainsi échanger de manière ciblée avec des professionnels établis, des distributeurs, des sociétés de production et des vendeurs internationaux,.
La déléguée générale et artistique actuelle du festival est Sadia Robein.

## Sections et prix
Il existe deux compétitions: la compétition longs métrages et la compétion courts métrages. La compétition longs métrages se conclut par l’attribution de quatre prix: Le prix du Jury professionnel (doté de 2000 euros), décerné par un jury de professionnels européens de l’audiovisuel, le prix "Jury européen de jeunes producteur.rice.s" (doté de 1500 euros), le prix du public, et le prix du Jury jeune (décerné par les spectateurs âgés de 15 à 20 ans).

## Invités
Chaque année, le festival invite des équipes de films sélectionnés à venir présenter leur travail et à participer à des tables rondes. Parmi les invités de renom venus au festival on peut citer Daniel Brühl, Volker Schlöndorff, Werner Herzog, Hanna Schygulla, Alice Schwarzer, Christian Petzold, Devid Striesow, Julia von Heinz, Maren Eggert, Katja von Garnier,.